# Cyrillopsis paraensis
Cyrillopsis paraensis là một loài thực vật có hoa trong họ Ixonanthaceae. Loài này được Kuhlm. mô tả khoa học đầu tiên năm 1925.